# Liste der Kulturdenkmale des Grödel-Elsterwerdaer Floßkanals

Karte zum Verlauf des Grödel-Elsterwerdaer Floßkanals

Die Liste der Kulturdenkmale des Grödel-Elsterwerdaer Floßkanals enthält die Kulturdenkmale (Baudenkmale) des Grödel-Elsterwerdaer Floßkanals, der sich im Freistaat Sachsen und im Land Brandenburg befindet.
Der brandenburgische Anteil ist als Baudenkmal im Landkreis Elbe-Elster in der brandenburgischen Denkmalliste unter der ID-Nr. 09135504 eingetragen.
Der sächsische Anteil ist in der Denkmalliste des Freistaates Sachsen unter der ID-Nr. 08957205 als Sachgesamtheit ausgewiesen.
Diese Sachgesamtheit besteht aus Sachgesamtheitsbestandteilen und Einzeldenkmalen, die in den einzelnen Ortsteilen der Gemeinden Nünchritz, Glaubitz, Röderaue, Wülknitz und Gröditz im Landkreis Meißen zu finden sind, siehe Denkmallisten der entsprechenden Gemeinden. Die Anmerkungen sind zu beachten.
Diese Liste ist eine Teilliste der Liste der technischen Denkmale im Landkreis Meißen.

## Legende
- Bild: Bild des Kulturdenkmals, ggf. zusätzlich mit einem Link zu weiteren Fotos des Kulturdenkmals im Medienarchiv Wikimedia Commons. Wenn man auf das Kamerasymbol klickt, können Fotos zu Kulturdenkmalen aus dieser Liste hochgeladen werden:
- Bezeichnung: Denkmalgeschützte Objekte und ggf. Bauwerksname des Kulturdenkmals
- Lage: Straßenname und Hausnummer oder Flurstücknummer des Kulturdenkmals. Die Grundsortierung der Liste erfolgt nach dieser Adresse. Der Link (Karte) führt zu verschiedenen Kartendiensten mit der Position des Kulturdenkmals. Fehlt dieser Link, wurden die Koordinaten noch nicht eingetragen. Sind diese bekannt, können sie über ein Tool mit einer Kartenansicht einfach nachgetragen werden. In dieser Kartenansicht sind Kulturdenkmale ohne Koordinaten mit einem roten bzw. orangen Marker dargestellt und können durch Verschieben auf die richtige Position in der Karte mit Koordinaten versehen werden. Kulturdenkmale ohne Bild sind an einem blauen bzw. roten Marker erkennbar.
- Datierung: Baubeginn, Fertigstellung, Datum der Erstnennung oder grobe zeitliche Einordnung entsprechend des Eintrags in der sächsischen Denkmaldatenbank
- Beschreibung: Kurzcharakteristik des Kulturdenkmals entsprechend des Eintrags in der sächsischen Denkmaldatenbank, ggf. ergänzt durch die dort nur selten veröffentlichten Erfassungstexte oder zusätzliche Informationen
- ID: Vom Landesamt für Denkmalpflege Sachsen vergebene, das Kulturdenkmal eindeutig identifizierende Objekt-Nummer. Der Link führt zum PDF-Denkmaldokument des Landesamtes für Denkmalpflege Sachsen. Bei ehemaligen Kulturdenkmalen können die Objektnummern unbekannt sein und deshalb fehlen bzw. die Links von aus der Datenbank entfernten Objektnummern ins Leere führen. Ein ggf. vorhandenes Icon  führt zu den Angaben des Kulturdenkmals bei Wikidata.

## Grödel-Elsterwerdaer Floßkanal in Sachsen und Brandenburg
Diese Liste enthält alle Sachgesamtheitsbestandteile und Einzeldenkmale, die denkmalpflegerisch zur Sachgesamtheit Grödel-Elsterwerdaer Floßkanal gehören. Die Liste ist entsprechend der örtlichen Lage am Kanal von Grödel nach Elsterwerda gegliedert.

| Bild                                    | Bezeichnung | Lage                                       | Datierung | Beschreibung | ID       |
| --------------------------------------- | --- | ------------------------------------------ | --------- | --- | -------- |
|                                         | Sachgesamtheit Grödel-Elsterwerdaer Floßkanal                                                                       | Nünchritz, OT Grödel, Elbstraße (Karte)    | 1742-1748 | Sachgesamtheit Grödel-Elsterwerdaer Floßkanal: Verlauf von der Elbe in Grödel, durch Glaubitz (ID-Nr. 08959120), Wülknitz (ID-Nr. 08958914), Röderaue (ID-Nr. 09303465) bis Gröditz (ID-Nr. 08959266) und weiter in die Schwarze Elster bei Elsterwerda. Einzeldenkmale (Einzeldenkmal ID-Nr. 09303993) in Grödel der Kanalkopf (mit Brücke) sowie Steinbogenbrücken an einem Feldweg und der Floßkanal als Sachgesamtheitsteil – als Transportweg von Bau- und Brennholz nach Dresden von technikhistorischer und ortsgeschichtlicher Bedeutung. Zwei einbogige Kopfsteinbrücken und Kanalkopf aus regelmäßigen grauen Granitquadern, mit Wangenmauern aus gleichem Material. Steinbogenbrücke: einbogige Brücke aus Naturstein, mit Schlussstein, teilweise verputzt, Brüstung Naturstein, verputzt. | 08957205 |
|                                         | Einzeldenkmale Kanalkopf mit Brücke sowie Steinbogenbrücken (Einzeldenkmale zu ID-Nr. 08957205)                     | Nünchritz, OT Grödel, Elbstraße (Karte)    | 1745      | Kanalkopf mit Brücke sowie Steinbogenbrücken – technikgeschichtlich und ortsgeschichtlich von Bedeutung. Eine weitere zum Kanal gehörende Steinbogenbrücke auf der Mitte zwischen dem Einlassbauwerk und der Staatsstraße (deshalb sogenannte Mittelbrücke), an einem Feldweg gelegen, wurde 2011/12 abgebrochen. | 09303993 |
|                                         | Sachgesamtheitsbestandteil Grödel-Elsterwerdaer Floßkanal: Verlauf innerhalb der Gemeinde Glaubitz                  | Glaubitz (Karte)                           | 1742–1748 | Verlauf des Grödel-Elsterwerdaer Floßkanals innerhalb der Gemeinde Glaubitz – technik- und ortsgeschichtliche Bedeutung als Transportweg von Bau- und Brennholz nach Dresden. Floßkanal und Eisenbahnbrücke über den Kanal als Einzeldenkmal. Brücke: ehemalige Unterführung des Kanals, einbogige Brücke aus Granitsteinen. | 08959120 |
| Direkt Bild zu diesem Denkmal hochladen | Einzeldenkmal Eisenbahnbrücke über den Floßkanal (Einzeldenkmal zu ID-Nr. 08959120)                                 | Glaubitz, Bahnhofstraße 74 (neben) (Karte) | 19. Jh.   | Steinbogenbrücke – technikgeschichtlich und ortsgeschichtlich von Bedeutung. Brücke: ehemalige Unterführung des Kanals, einbogige Brücke aus Granitsteinen. | 09303992 |
| Direkt Bild zu diesem Denkmal hochladen | Sachgesamtheitsbestandteil Grödel-Elsterwerdaer Floßkanal, Verlauf innerhalb der Gemeinde Glaubitz, OT Marksiedlitz | Glaubitz, OT Marksiedlitz (Karte)          | 1742–1748 | Verlauf des Grödel-Elsterwerdaer Floßkanals innerhalb der Gemeinde Glaubitz, OT Marksiedlitz – technik- und ortsgeschichtliche Bedeutung als Transportweg von Bau- und Brennholz nach Dresden. | 09304007 |
|                                         | Sachgesamtheitsbestandteil Grödel-Elsterwerdaer Floßkanal: Verlauf innerhalb der Gemeinde Wülknitz, OT Streumen     | Wülknitz, OT Streumen (Karte)              | 1742–1748 | Verlauf des Grödel-Elsterwerdaer Floßkanals innerhalb der Gemeinde Wülknitz, OT Streumen – als Transportweg von Bau- und Brennholz nach Dresden von technik- und ortsgeschichtlicher Bedeutung. Verlauf des Grödel-Elsterwerdaer Floßkanals innerhalb der Gemeinde Wülknitz. | 09304006 |
| Direkt Bild zu diesem Denkmal hochladen | Sachgesamtheitsbestandteil Grödel-Elsterwerdaer Floßkanal: Verlauf innerhalb der Gemeinde Röderaue, OT Koselitz     | Röderaue, OT Koselitz (Karte)              | 1742–1748 | Verlauf des Grödel-Elsterwerdaer Floßkanals innerhalb der Gemeinde Röderaue, OT Koselitz – technik- und ortsgeschichtliche Bedeutung als Transportweg von Bau- und Brennholz nach Dresden. | 09304004 |
|                                         | Sachgesamtheitsbestandteil Grödel-Elsterwerdaer Floßkanal: Verlauf innerhalb der Gemeinde Wülknitz                  | Wülknitz (Karte)                           | 1742–1748 | Verlauf des Grödel-Elsterwerdaer Floßkanals innerhalb der Gemeinde Wülknitz – technik- und ortsgeschichtliche Bedeutung als Transportweg von Bau- und Brennholz nach Dresden. | 08958914 |
| Direkt Bild zu diesem Denkmal hochladen | Zwei Grenzsteine am Ufer des Grödel-Elsterwerdaer Floßkanals (Einzeldenkmal zu ID-Nr. 08958914)                     | Wülknitz (Karte)                           | 1748      | Zwei Grenzsteine am Ufer des Floßkanals – ortsgeschichtlich von Bedeutung, zwei Grenzsteine (Läufer, Nr. 52 und Nr. 58, ca. 50 cm hohe Sandsteinstelen). | 09303466 |
| Direkt Bild zu diesem Denkmal hochladen | Sachgesamtheitsbestandteil Grödel-Elsterwerdaer Floßkanal: Verlauf innerhalb der Gemeinde Röderaue, OT Pulsen       | Röderaue, OT Pulsen (Karte)                | 1742–1748 | Verlauf des Grödel-Elsterwerdaer Floßkanals innerhalb der Gemeinde Röderaue, OT Pulsen – technik- und ortsgeschichtliche Bedeutung als Transportweg von Bau- und Brennholz nach Dresden. | 09303465 |
|                                         | Sachgesamtheitsbestandteil Grödel-Elsterwerdaer Floßkanal: Verlauf innerhalb der Gemeinde Wülknitz, OT Lichtensee   | Wülknitz, OT Lichtensee (Karte)            | 1742–1748 | Verlauf des Grödel-Elsterwerdaer Floßkanals innerhalb der Gemeinde Wülknitz, OT Lichtensee – als Transportweg von Bau- und Brennholz nach Dresden von technik- und ortsgeschichtlicher Bedeutung. Schleuse Pulsen an der Gemeindegrenze Gröditz-Wülknitz (Lichtensee). | 09304005 |
|                                         | Sachgesamtheitsbestandteil Grödel-Elsterwerdaer Floßkanal: Verlauf innerhalb der Stadt Gröditz                      | Gröditz (Karte)                            | 1742-1748 | Verlauf des Grödel-Elsterwerdaer Floßkanals innerhalb der Stadt Gröditz – technik- und ortsgeschichtliche Bedeutung als Transportweg von Bau- und Brennholz nach Dresden. Zwei Abschnitte des Floßkanals, Kanal von Böschungen und Pappeln gesäumt, Kanal liegt auf der Gemarkung Gröditz und der Gemarkung Reppis. Schleuse in Gröditz. | 08959266 |
| Weitere Bilder                          | Baudenkmal in Brandenburg: Grödel-Elsterwerdaer Floßkanal zwischen Elsterwerda und Prösen – ID-Nr. 09135504         | Röderland, OT Prösen (Karte)               | 1748      | Verlauf des Floßkanals innerhalb der Gemeinde Röderland in der Gemarkung Prösen, einschl. Schleuse in Prösen. Der Grödel-Elsterwerdaer Floßkanal ist eine im 18. Jahrhundert angelegte Wasserstraße, die die Pulsnitz in Elsterwerda mit der Elbe bei Grödel verbindet. |          |
|                                         | Baudenkmal in Brandenburg: Grödel-Elsterwerdaer Floßkanal zwischen Elsterwerda und Prösen – ID-Nr. 09135504         | Elsterwerda, OT Kotschka (Karte)           | 1748      | Im Südwesten der Stadt befindet sich der Grödel-Elsterwerdaer Floßkanal, der seit dem 18. Jahrhundert die dort entlang fließende Pulsnitz mit einem an der Elbe gelegenen Bassin im sächsischen Grödel verbindet. Ehem. Schleuse in Elsterwerda. |          |

## Ausführliche Denkmaltexte
1. 1 2  
Ursprünglicher Zweck des in der Gegenwart vor allem zu Naherholungszwecken genutzten Kanals war es, den hohen Bedarf an Holz im Raum Dresden/Meißen aus den Wäldern in der Umgebung des damals noch zu Sachsen gehörenden Elsterwerda (heute brandenburgisch) zu decken. Sein Bau erfolgte auf persönliche Anordnung des sächsischen Kurfürsten. Später diente er bis zur Einstellung der Schifffahrt im Jahre 1942 in erster Linie als Transportweg für das Gröditzer Eisenwerk. Zum Transport wurden auf dem Kanal von Bomätschern gezogene Kähne eingesetzt. Ab den 1960er Jahren bis zur Wende wurde er als Bewässerungskanal genutzt. 

Der 21,4 Kilometer lange Floßkanal besitzt seit 1978 den Status eines Baudenkmals. Im Elsterwerdaer Abschnitt sind unter anderem noch die Reste der örtlichen Schleuse erhalten und der einstige Treidelpfad zu erkennen.